# Deutschland 2050
Deutschland 2050: Wie der Klimawandel unser Leben verändern wird ist ein Sachbuch der Journalisten Nick Reimer und Toralf Staud, das im Mai 2021 im Verlag Kiepenheuer & Witsch erschienen ist.
Es stellt die Auswirkungen des Klimawandels auf das Leben in Deutschland aus der Perspektive des Jahres 2050 umfassend dar. Es wird in der Spiegel-Bestsellerliste geführt und erschien auch als Hörbuch.

## Inhalt
Die Autoren beschreiben in 14 Kapiteln die Auswirkungen des Klimawandels auf das Leben und die Gesellschaft in Deutschland im Jahr 2050. Dabei stellen sie anhand der errechneten und heute (2021) vorliegenden Klimadaten die Situationen und Probleme für Menschen und Gesellschaft in vielen unterschiedlichen Bereichen dar. Neben der Beschreibung des alltäglichen Lebens wird auf die wissenschaftliche Datenlage Bezug genommen und auf einschlägige Forschungsarbeiten verwiesen. Rund 300 Fußnoten legen die Grundlagen der Argumentation offen.
Im 1. Kapitel (Klimamodelle) werden die Datenlage und die verschiedenen Klimamodelle und deren Entstehen dargestellt. Im gesamten Buch werden immer wieder Forscher und Experten aus ganz unterschiedlichen Bereichen zitiert. So erläutert Barbara Früh vom Deutschen Wetterdienst (DWD) die Ergebnisse des Nationalen Klimareports 2020, der bis 2050 eine Temperaturerhöhung um 1,9 bis 2,3 Grad Celsius gegenüber dem Beginn der Aufzeichnungen 1881 erwartet. Zur Mitte des Jahrhunderts wird demnach in Deutschland bereits eine stärkere Erhitzung erreicht, als im Pariser Klimaabkommen als globales Limit beschlossen wurde.
Im 2. Kapitel (Mensch) werden daraus die Probleme für die Bevölkerung abgeleitet. Es wird dargestellt, dass sich Menschen gegen Hitze deutlich schwerer als gegen Kälte schützen können und dass dies unmittelbar Auswirkungen auf die Menschen hat ("Der Hitze entkommt man nicht").
Im 3. bis 5. Kapitel (Natur, Wasser, Wald) werden die Auswirkungen auf die genannten Lebensräume dargestellt. Der Welt drohe ein massenhaftes Verschwinden von Tier- und Pflanzenarten mit ebenfalls schweren Folgen für die Menschen. Die Verschiebung des Wachstumszyklus (Phänologie) wird eingehend betrachtet und als Beleg für den Klimawandel vorgestellt. Im Durchschnitt der Jahre 1961 bis 1990 war der phänologische Winter in Deutschland 120 Tage lang, im Zeitraum 1991 bis 2018 nur noch durchschnittlich 103 Tage. Starkregen, Sturzfluten und Überschwemmungen werde es in Deutschland 2050 wesentlich häufiger geben als bisher. Zugleich werden Dürren zunehmen und Wasser knapp werden, so die Autoren. Wie an anderen Stellen gibt hier der Verweis auf den Dürremonitor fundierte Einblicke. Die Veränderungen im Wald durch aussterbende Baumarten und vermehrten Schädlingsbefall werden skizziert. Die Eiche werde aussterben und der Trend zur Steppe und schwachwüchsigen Beständen wie im Mittelmeerraum zunehmen.
Das 6. Kapitel (Städte) stellt dar, wie heutige Städte in Zukunft andere Bedingungen haben werden, wenn beispielsweise Berlin ein Klima wie Toulouse und München wie Mailand aufweisen wird. Statt winterlicher Wärmestuben würden 2050 im Sommer öffentliche Kühlräume, beispielsweise für Obdachlose, benötigt, so die Autoren. Dachgeschosswohnungen, die heute im Trend liegen, würden unter den Klimabedingungen des Jahres 2050 nahezu unbewohnbar werden.
Das 7. Kapitel beschreibt die Auswirkungen auf die Küstenregionen durch den Anstieg des Meeresspiegels und zunehmende Hochwasserereignisse.
Im 8. Kapitel (Verkehr) geht es um überflutete Straßen und Schienen, schmelzenden Asphalt auf den Straßen, überhitzte Bahnwaggons und Niedrigwasser in den Flüssen. "Irgendwo ist immer irgendwas unterbrochen", beschreiben die Autoren die künftige Verkehrssituation. 
Wirtschaft, Landwirtschaft, Energieversorgung und Tourismus werden in Kapitel 9 bis 12 betrachtet. Störungen in der Wirtschaft durch unregelmäßigen Lieferverkehr und Wasserknappheit und damit einhergehenden Kühlverlust, Beeinträchtigungen der Landwirtschaft, steigender Stromverbrauch durch Klimaanlagen und abnehmende Versorgungssicherheit durch Klimaschäden werden hier beschrieben. Winter- wie Sommertourismus werden sich tiefgreifend verändern. Beliebte Reiseziele im Mittelmeerraum werden aufgrund der Hitze an Attraktivität verlieren, Wüsten werden sich auch in Südeuropa ausbreiten. Für den Skitourismus wird es in Deutschland nach Auffassung der Autoren nur noch zwei Skigebiete, bei Garmisch und Oberstdorf, geben.
Im 13. Kapitel (Sicherheit) wird beschrieben, wie Hitzewellen, Waldbrände und Fluten die Feuerwehren und andere Rettungsdienste belasten werden. Hinzu kämen globale Sicherheitsrisiken durch Kriege, Migration und Hungersnöte, die durch den Klimawandel verursacht oder befördert werden. Militärstrategen stufen den Klimawandel schon länger als Bedrohung für die nationale Sicherheit ein, so die Autoren. So hätten Planer des US-Verteidigungsministeriums sowie die US-Geheimdienste seit den 1990er-Jahren mehrere Dutzend Berichte zu Klimarisiken vorgelegt. Mehr als hundert derartige Dokumente aus der Zeit von 1987 bis heute hat der US-Umweltwissenschaftler Peter Gleick ausgewertet.
Im Kapitel 14 (Politik) wird erörtert, warum sich die Politik so schwertut, die notwendigen Entscheidungen zu treffen, und warum der Klimawandel nicht zur menschlichen Intuition „passt“, die darauf ausgelegt sei, auf aktuelle, konkret wahrnehmbare Bedrohungen zu reagieren.

## Rezeption
Das Buch wurde in den Medien viel beachtet und besprochen, unter anderem in der Klimakolumne der Süddeutschen Zeitung, im Literarischen Salon und bei Deutschlandfunk Kultur.

„Den beiden Autoren ist ein beeindruckendes und irritierendes Buch gelungen. Beeindruckend ob der Faktenfülle und der Anschaulichkeit, irritierend, weil der Klimawandel, die Klimakrise so nahe rückt. Das Fazit: Alles wird sich ändern, wenn wir nichts ändern.“

„Reimer und Staud haben schon mal gemeinsam ein Buch geschrieben, „Wir Klimaretter“, in dem sie 2007 skizzierten, wie man die Emissionen in Deutschland bis zum Jahr 2020 halbieren könnte. Na ja, halbieren hätte können. Ist ja leider nicht passiert. Also gehen sie diesmal den umgekehrten Weg. Statt zu fragen, was man tun müsste, zeigen sie, was passieren wird.“